# Comuna Vîdîbor, Cerneahiv
Vîdîbor (în ucraineană Видиборська сільська рада) este o comună în raionul Cerneahiv, regiunea Jîtomîr, Ucraina, formată din satele Hannopil, Korostelivka, Svîdea și Vîdîbor (reședința).

## Demografie
Componența lingvistică a comunei Vîdîbor
     Ucraineană (99,34%)
     Alte limbi (0,66%)
Conform recensământului din 2001, majoritatea populației comunei Vîdîbor era vorbitoare de ucraineană (99,34%), existând în minoritate și vorbitori de alte limbi.